# Юго-Западная Фрисландия
Зёйдвест Фрисланд (нидерл. Zuidwest-Friesland, з.-фриз. Súdwest-Fryslân, «Юго-западная Фрисландия», в зависимости от языка, также «Юго-западная Фризия») — община в провинции Фрисландия (Нидерланды).

## История
Община была образована 1 января 2011 года путём объединение общин Болсвард, Нейефюрд, Снек, Вонсерадел и Вимбритсерадел.

## География
Территория общины занимает 815,97 км², из которых 433,09 км² — суша и 322,88 км² — водная поверхность. На 1 января 2010 года на территориях, вошедших в состав общины, проживало 82 284 человек.